# Sankt Mortens Sogn (Næstved Kommune)

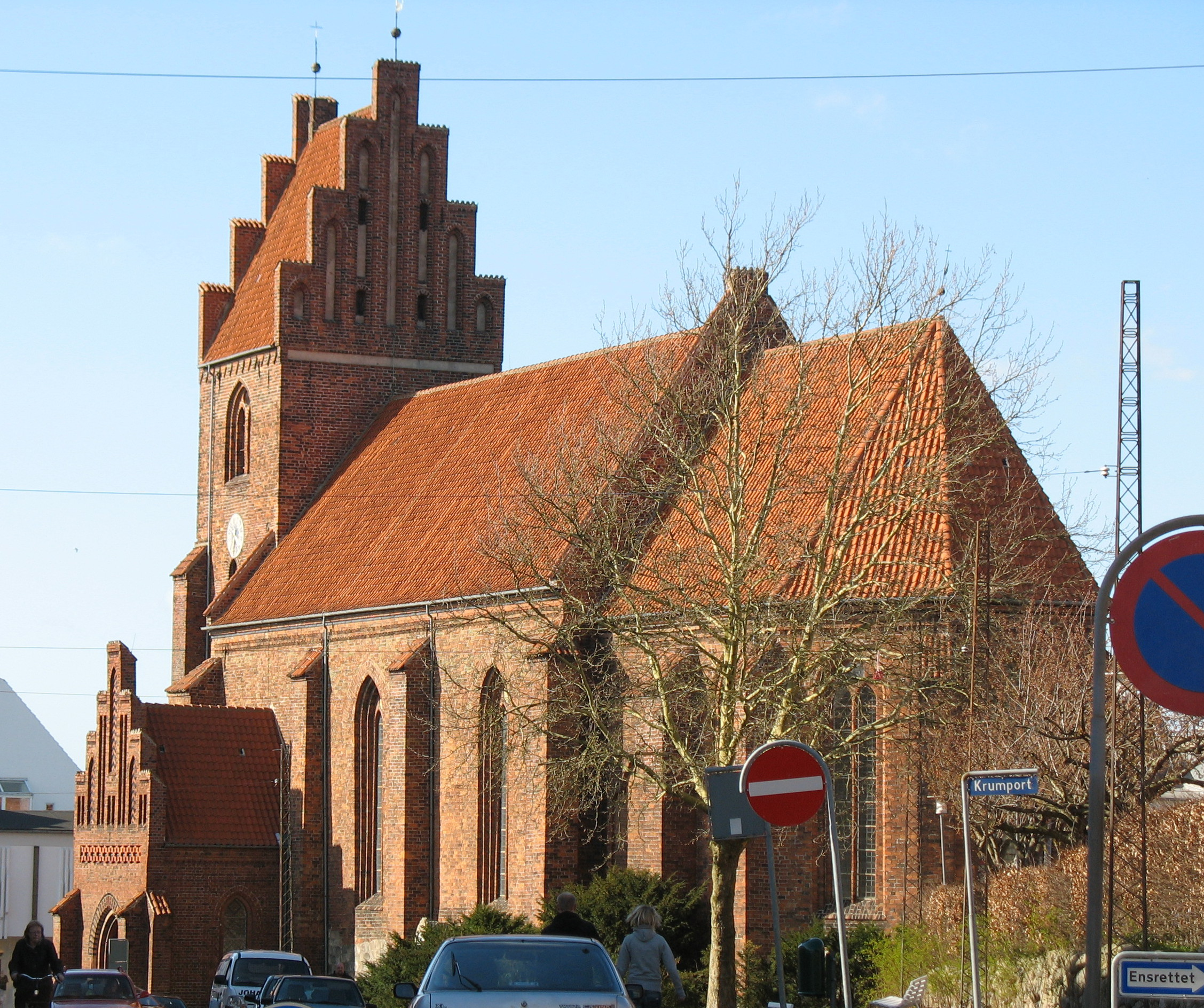
Sankt Mortens Kirke

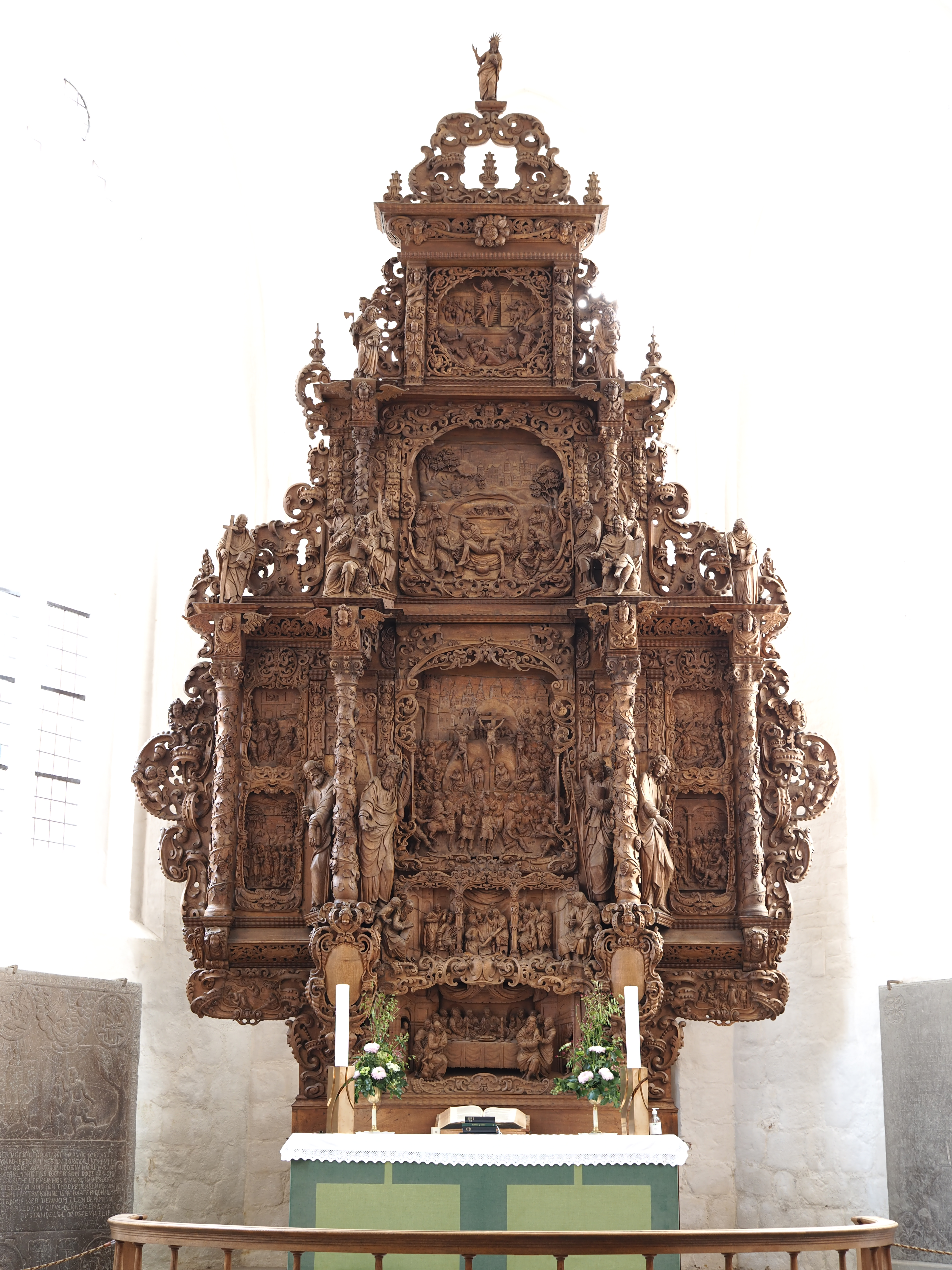
Altar mit Aufbau

Sankt Mortens Sogn (dt.: Sankt Martins Gemeinde)
ist eine Kirchspielsgemeinde (dän.: Sogn) in der Stadt Næstved auf der Insel Sjælland im südlichen Dänemark. Bis 1970 gehörte sie zur Harde Tybjerg Herred im damaligen Præstø Amt, danach zur Næstved Kommune im Storstrøms Amt, die im Zuge der  Kommunalreform zum 1. Januar 2007 in der „neuen“ Næstved Kommune in der Region Sjælland aufgegangen ist.
Von den 44.996 Einwohnern von Næstved leben 8609 im Kirchspiel Sankt Mortens (Stand: 1. Januar 2023).
Im Kirchspiel liegt die Kirche „Sankt Mortens Kirke“.
Nachbargemeinden sind im Norden Sankt Peders Sogn, im Südosten Rønnebæk Sogn, im Süden Sankt Jørgens Sogn und Vejlø Sogn und im Nordwesten Fodby Sogn.